# Hraniční přechod Osoblaha–Pomorzowiczki
Hraniční přechod Osoblaha–Pomorzowiczki (polsky Przejście graniczne Pomorzowiczki–Osoblaha) je bývalý silniční hraniční přechod na česko-polské státní hranici na hraničním úseku II/122/16 - II/122/17 mezi českou obcí Osoblaha (okres Bruntál, Moravskoslezský kraj) a polskou obcí Pomorzowiczki (okres Hlubčice, Opolské vojvodství). Přechod leží v nadmořské výšce 221m n. m. na silnici II/457. Před zrušením byl určen pro pěší, cyklisty, motocykly a osobní automobily.
Hraniční přechod byl zrušen při vstupu České republiky do Schengenského prostoru v roce 2007. V případě dočasného znovuzavedení ochrany vnitřních hranic je provoz na hraničním přechodu upraven Sdělením Ministerstva vnitra č. 395/2021 Sb.